# Glottiphyllum

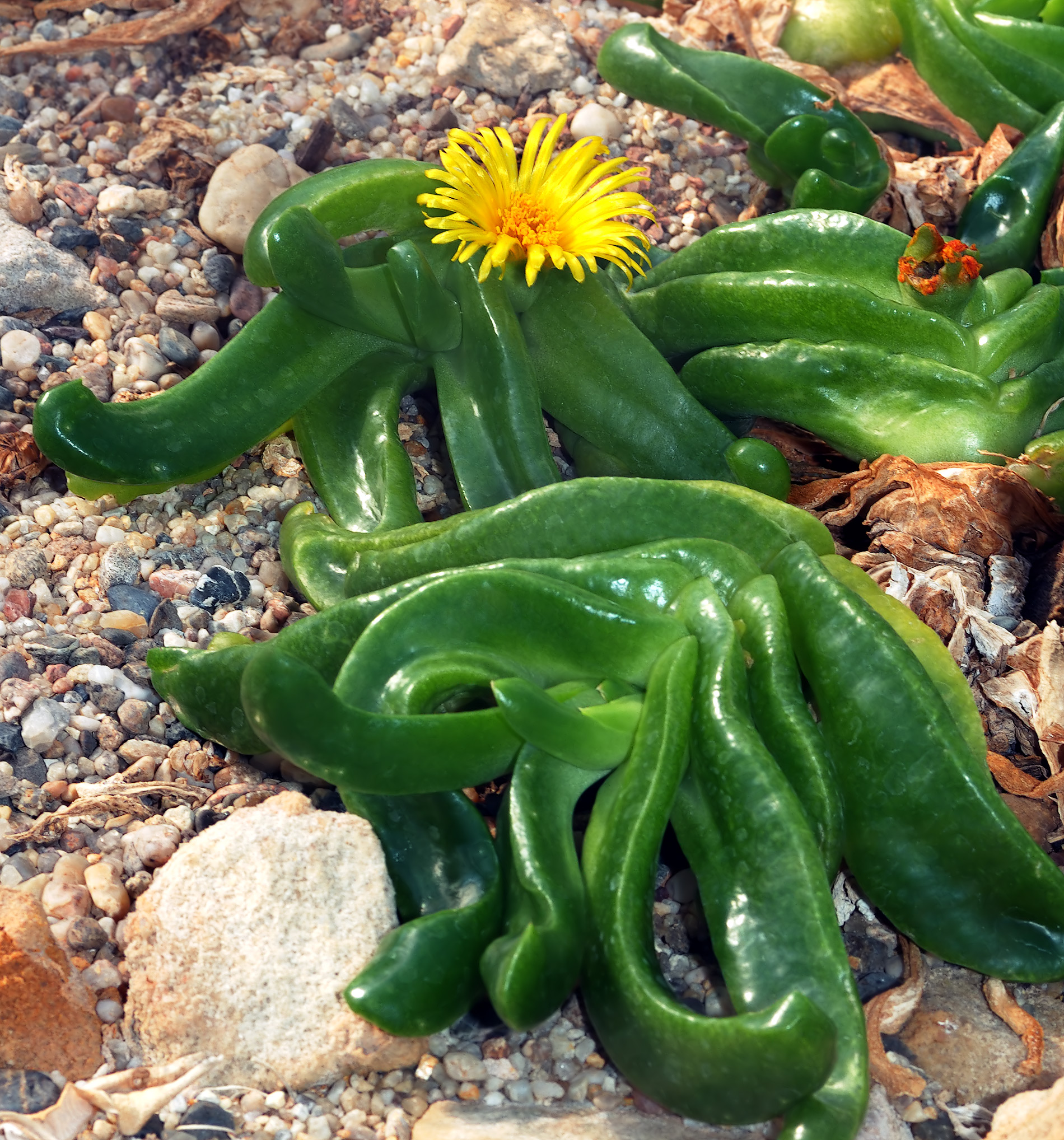
Glottiphyllum depressum

Glottiphyllum ist eine Pflanzengattung aus der Familie der Mittagsblumengewächse (Aizoaceae). Der botanische Name der Gattung leitet sich von den griechischen Worten „γλωττίς“ (glottis) für „Zunge“ und für „φύλλον“ (phyllon) für „Blatt“ ab und verweist auf die zungenförmigen Blätter mancher Arten.

## Beschreibung
Die Pflanzen der Gattung Glottiphyllum wachsen kompakt bis mattenbildend mit wenigen bis vielen Zweigen. Die meisten Arten besitzen kurze, dicke Rhizome. Ihre Pfahlwurzeln und Adventivwurzeln sind verdickt. Die Triebe sind aufrecht bis niederliegend. Bei gleichblättrigen Arten sind die Laubblätter kreuzgegenständig und bei ungleichblättrigen Arten zweizeilig angeordnet. Die Blätter sind anfangs dick oder flach und später riemen- oder zungenförmig. Die Epidermis enthält Blasenzellen, die entlang der Ränder oft zu Haaren verlängert sind, während sie an den Seiten reduziert sind.
Die gestielten oder sitzenden Blüten sind scheinbar einzeln. Es liegt jedoch monochasiales Anthocladium vor bei dem an der Sprossachse abwechselnd Laubblätter und Endblüten gebildet werden. Es sind vier Kelchblätter vorhanden. Die tief gelben Kronblätter, selten sind sie an der Basis weiß, sind an der Basis verwachsen und bilden einen Trichter. Es sind 150 bis 250 (selten bis 500) Staubblätter vorhanden, wohingegen Staminodien fehlen.
Die Kapselfrüchte sind acht- bis neun- (selten fünf- bis 14-) fächrig. Die Samen sind größer als 1 Millimeter und nur selten glatt.
Die Chromosomenzahl ist {\displaystyle 2n=18}.

## Systematik und Verbreitung
Die Gattung Glottiphyllum ist hauptsächlich in der Kleinen Karoo und angrenzenden Gebieten in den südafrikanischen Provinzen Westkap und Ostkap verbreitet. Die Pflanzen wachsen meistens in Schiefer- oder Sandstein, einige Arten auch in Lehm, zwischen quarzithaltigen Steinen oder auf Felsen. Die jährliche Niederschlagsmenge liegt zwischen 125 und 500 Millimeter, wobei der meiste Niederschlag in den Monaten März und November fällt.
Die Erstbeschreibung erfolgte 1921 durch Nicholas Edward Brown. Der Holotypus ist Glottiphyllum linguiforme. Nach Heidrun Hartmann umfasst die Gattung Glottiphyllum die folgenden Arten:
- Glottiphyllum carnosum N.E.Br.
- Glottiphyllum cruciatum (Haw.) N.E.Br.
- Glottiphyllum depressum (Haw.) N.E.Br.
- Glottiphyllum difforme (L.) N.E.Br.
- Glottiphyllum fergusoniae L.Bolus
- Glottiphyllum grandiflorum (Haw.) N.E.Br.
- Glottiphyllum linguiforme (L.) N.E.Br.
- Glottiphyllum longum (Haw.) N.E.Br.
- Glottiphyllum neilii N.E.Br.
- Glottiphyllum nelii Schwantes
- Glottiphyllum oligocarpum L.Bolus
- Glottiphyllum peersii L.Bolus
- Glottiphyllum regium N.E.Br.
- Glottiphyllum salmii (Haw.) L.Bolus
- Glottiphyllum suave N.E.Br.
- Glottiphyllum surrectum (Haw.) L.Bolus

Die leichte Hybridisierung der Arten untereinander und die sehr variable Gestalt der Blätter hat dazu geführt, dass zahlreiche Arten beschrieben wurden, die heute nur noch als Synonyme angesehen werden.

## Nachweise

## Weiterführende Literatur
- Heidrun E.K. Hartmann, Horst Gölling: A monograph on the genus Glottiphyllum (Mesembryanthema, Aizoaceae). In: Bradleya. Band 11, 1993, S. 1–49